# USS Cowell (DD-547)
USS Cowell (DD-547) — эскадренный миноносец типа «Флетчер», в период Второй мировой войны состоявший на вооружении ВМС США.
USS Cowell (DD-547) был назван в честь Джона Коуэлла (18 сентября 1785 - 18 апреля 1814).
Эсминец был заложен 7 сентября 1942 на Bethlehem Steel, спущен на воду 18 марта 1943 и сдан в эксплуатацию 23 августа 1943 под командование командера Паркера.

## История
Во время Гилберта-Маршалловской операции эсминец прикрывал авианосцы от вражеских атак. 17 февраля 1944 года Коуэлл обеспечивал Налёт на Трук.
Эсминец принял активное участие в Операции Forager.

## Награды
Эсминец получил одиннадцать звёзд за службу во Второй мировой войне.